# Joselyn Espinales
Joselyn Espinalez (Pedro Carbo, Guayas, Ecuador, 10 de enero de 1999) es una futbolista ecuatoriana que juega como centrocampista y su actual equipo es el club Atlético Nacional de la Liga femenina de Colombia.

## Trayectoria

### Unión Española
Se inició en el año 2015 en Unión Española, club en el cual fue campeona, en los años 2015 y 2016.

### Alianza Petrolera
En el 2018 fichó por el club Alianza Petrolera de Colombia, gracias a que un grupo de empresarios la observó en el Torneo femenino de fútbol en los Juegos Bolivarianos de 2017 en el cual ella participó representando a la Selección ecuatoriana Sub-20 y se destacó como la mejor jugadora de aquel torneo, permaneció en dicho club por una temporada.

### Club Deportivo El Nacional
En el 2019 fichó por el Club Deportivo El Nacional, en el año 2020 se coronó campeona de la Superliga Femenina con el cuadro criollo, y allí militó hasta la primera fase de la Superliga Femenina 2021.

### Independiente del Valle
A finales del 2021, Josselyn llegó a préstamo a Independiente del Valle, para reforzar la plantilla que disputó los play offs de la Superliga Femenina.

### Liga de Quito
Para el año 2022, fichó por el club Liga de Quito Femenino.

## Selección nacional
Ha sido internacional con la Selección femenina de fútbol de Ecuador tanto en la categoría mayor como en juveniles.

## Clubes
| Club                       | País     | Año         | Part. | Goles |
| -------------------------- | -------- | ----------- | ----- | ----- |
| Unión Española             | Ecuador  | 2015 - 2017 |       | 2     |
| Alianza Petrolera          | Colombia | 2018        |       |       |
| Club Deportivo El Nacional | Ecuador  | 2019 - 2021 | 41    | 17    |
| Independiente del Valle    | Ecuador  | 2021        | 3     | 0     |
| Total                      | Total    | Total       | 44    | 19    |

Actualizado al 10 de septiembre del 2021.

## Palmarés

### Títulos nacionales
| Título                                         | Club                       | País    | Año  |
| ---------------------------------------------- | -------------------------- | ------- | ---- |
| Campeonato Ecuatoriano de Fútbol Femenino 2015 | Unión Española             | Ecuador | 2015 |
| Campeonato Ecuatoriano de Fútbol Femenino 2016 | Unión Española             | Ecuador | 2016 |
| Súperliga Ecuatoriana de Fútbol Femenino 2020  | Club Deportivo El Nacional | Ecuador | 2020 |